# Eurysternus olivaceus
Eurysternus olivaceus là một loài bọ cánh cứng trong họ Bọ hung (Scarabaeidae).